# Women's National Basketball Association 2000
La Women's National Basketball Association 2000 è stata la quarta edizione della lega professionistica statunitense.
Vi partecipavano sedici franchigie, divise in due conference. Al termine della stagione regolare (32 gare), le prime quattro di ogni raggruppamento si giocavano in semifinali e finali il titolo della conference; le due vincenti giocavano la finale WNBA.
Il titolo è stato conquistato per la quarta volta consecutiva dalle Houston Comets, condotte dalla Most Valuable Player e miglior marcatrice Sheryl Swoopes.

## Stagione regolare

### Eastern Conference
|  |    | Classifica finale 2000 | Pt | G  | V  | P  | PtF | PtS |
|  | -- | ---------------------- | -- | -- | -- | -- | --- | --- |
|  | 1. | New York Liberty       | -  | 32 | 20 | 12 | -   | -   |
|  | 2. | Cleveland Rockers      | -  | 32 | 17 | 15 | -   | -   |
|  | 3. | Orlando Miracle        | -  | 32 | 16 | 16 | -   | -   |
|  | 4. | Washington Mystics     | -  | 32 | 14 | 18 | -   | -   |
|  | 5. | Detroit Shock          | -  | 32 | 14 | 18 | -   | -   |
|  | 6. | Miami Sol              | -  | 32 | 13 | 19 | -   | -   |
|  | 7. | Indiana Fever          | -  | 32 | 9  | 23 | -   | -   |
|  | 8. | Charlotte Sting        | -  | 32 | 8  | 24 | -   | -   |

### Western Conference
|  |    | Classifica finale 2000 | Pt | G  | V  | P  | PtF | PtS |
|  | -- | ---------------------- | -- | -- | -- | -- | --- | --- |
|  | 1. | Los Angeles Sparks     | -  | 32 | 28 | 4  | -   | -   |
|  | 2. | Houston Comets         | -  | 32 | 27 | 5  | -   | -   |
|  | 3. | Sacramento Monarchs    | -  | 32 | 21 | 11 | -   | -   |
|  | 4. | Phoenix Mercury        | -  | 32 | 20 | 12 | -   | -   |
|  | 5. | Utah Starzz            | -  | 32 | 18 | 14 | -   | -   |
|  | 6. | Minnesota Lynx         | -  | 32 | 15 | 17 | -   | -   |
|  | 7. | Portland Fire          | -  | 32 | 10 | 22 | -   | -   |
|  | 8. | Seattle Storm          | -  | 32 | 6  | 26 | -   | -   |

## Play-off
|  | Semifinali Conference | Semifinali Conference | Semifinali Conference | Semifinali Conference | Semifinali Conference |  |  | Finali Conference | Finali Conference | Finali Conference | Finali Conference | Finali Conference |    |    | Finali WNBA  | Finali WNBA  | Finali WNBA  | Finali WNBA | Finali WNBA |  |
|  |                       |                       |                       |                       |                       |  |  |                   |                   |                   |                   |                   |    |    |              |              |              |             |             |  |
|  | 2EC                   | Cleveland Rockers     | 55                    | 63                    | 72                    |  |  |                   |                   |                   |                   |                   |    |    |              |              |              |             |             |  |
|  | 3EC                   | Orlando Miracle       | 62                    | 54                    | 43                    |  |  | Cleveland Rockers | Cleveland Rockers | 56                | 45                | 67                |    |    |              |              |              |             |             |  |
|  | 1EC                   | N.Y. Liberty          | N.Y. Liberty          | 72                    | 78                    |  |  | N.Y. Liberty      | N.Y. Liberty      | 43                | 51                | 81                |    |    |              |              |              |             |             |  |
|  | 4EC                   | Wash. Mystics         | Wash. Mystics         | 63                    | 57                    |  |  |                   |                   |                   |                   |                   |    |    | N.Y. Liberty | N.Y. Liberty | N.Y. Liberty | 52          | 73          |  |
|  | 2WC                   | Houston Comets        | Houston Comets        | 72                    | 75                    |  |  |                   |                   | Houston Comets    | Houston Comets    | Houston Comets    | 59 | 79 |              |              |              |             |             |  |
|  | 3WC                   | Sacramento Mon.s      | Sacramento Mon.s      | 64                    | 70                    |  |  | Houston Comets    | Houston Comets    | Houston Comets    | 77                | 74                |    |    |              |              |              |             |             |  |
|  | 1WC                   | L.A. Sparks           | L.A. Sparks           | 86                    | 101                   |  |  | L.A. Sparks       | L.A. Sparks       | L.A. Sparks       | 56                | 69                |    |    |              |              |              |             |             |  |
|  | 4WC                   | Phoenix Mercury       | Phoenix Mercury       | 71                    | 76                    |  |  |                   |                   |                   |                   |                   |    |    |              |              |              |             |             |  |

## Vincitore
| Campione WNBA 2000         |
| -------------------------- |
| Houston Comets (4º titolo) |

## Statistiche
| Categoria             | Giocatore        | Squadra             | Stat |
| --------------------- | ---------------- | ------------------- | ---- |
| Punti per gara        | Sheryl Swoopes   | Houston Comets      | 20,7 |
| Rimbalzi per gara     | Natalie Williams | Utah Starzz         | 11,6 |
| Assist per gara       | Ticha Penicheiro | Sacramento Monarchs | 7,9  |
| Palle rubate per gara | Sheryl Swoopes   | Houston Comets      | 2,8  |
| Stoppate per gara     | Margo Dydek      | Utah Starzz         | 3,0  |
| FG%                   | Murriel Page     | Washington Mystics  | 59,0 |
| FT%                   | Jennifer Azzi    | Utah Starzz         | 93,0 |
| 3FG%                  | Korie Hlede      | Utah Starzz         | 43,1 |

## Premi WNBA
- WNBA Most Valuable Player: Sheryl Swoopes, Houston Comets
- WNBA Defensive Player of the Year: Sheryl Swoopes, Houston Comets
- WNBA Coach of the Year: Michael Cooper, Los Angeles Sparks
- WNBA Rookie of the Year: Betty Lennox, Minnesota Lynx
- WNBA Most Improved Player: Tari Phillips, New York Liberty
- WNBA Finals Most Valuable Player: Cynthia Cooper, Houston Comets
- All-WNBA First Team:
  - Cynthia Cooper, Houston Comets
  - Lisa Leslie, Los Angeles Sparks
  - Ticha Penicheiro, Sacramento Monarchs
  - Sheryl Swoopes, Houston Comets
  - Natalie Williams, Utah Starzz
- All-WNBA Second Team:
  - Yolanda Griffith, Sacramento Monarchs
  - Shannon Johnson, Orlando Miracle
  - Betty Lennox, Minnesota Lynx
  - Katie Smith, Minnesota Lynx
  - Tina Thompson, Houston Comets
  - Teresa Weatherspoon, New York Liberty